# Surtees
Surtees var en brittisk formelbiltillverkare med ett formel 1-stall som tävlade under 1970-talet.

## Historik

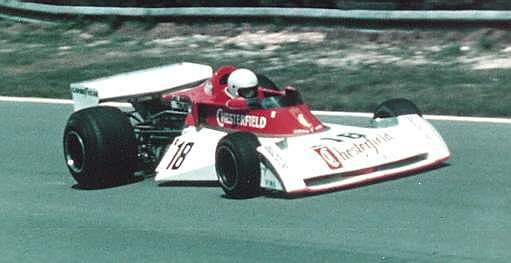
Surtees TS19 från.

Stallet grundades av racerföraren John Surtees 1969 och debuterade i formel 1-VM säsongen 1970. Surtees körde de fyra första loppen med McLaren-bilar för att därefter tävla i egna bilar men framgångarna kom aldrig, varför man lämnade racingscenen 1978. 

## F1-säsonger

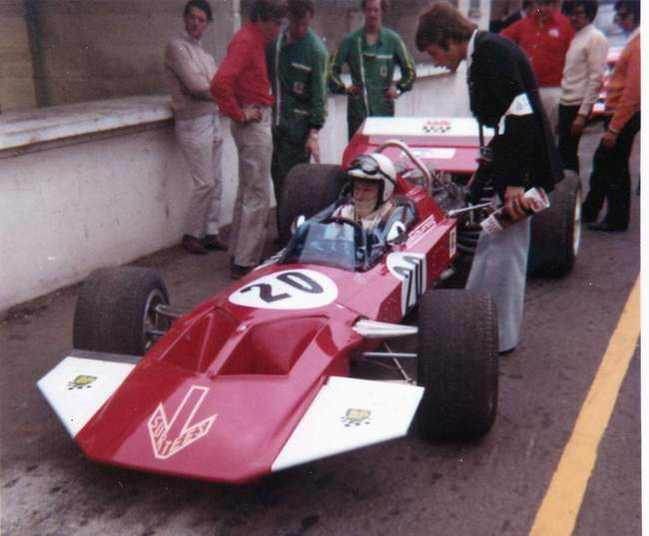
Surtees TS7 från.

| Säsong | Tävlingsnamn                            | Bil                                  | Motor                    | Däck | Poäng | VM-plac. | Förare 1       | Förare 2           | Övriga förare                                                   |
| ------ | --------------------------------------- | ------------------------------------ | ------------------------ | ---- | ----- | -------- | -------------- | ------------------ | --------------------------------------------------------------- |
| 1970   | Team Surtees                            | McLaren M7C                          | Ford Cosworth DFV 3.0 V8 | F    | 1     | (4:a)    | John Surtees   |                    |                                                                 |
| 1970   | Team Surtees                            | Surtees TS7                          | Ford Cosworth DFV 3.0 V8 | F    | 3     | 8:a      | John Surtees   | Derek Bell         |                                                                 |
| 1971   | Brooke Bond Oxo/Rob Walker/Team Surtees | Surtees TS9 Surtees TS9A             | Ford Cosworth DFV 3.0 V8 | F    | 8     | 8:a      | John Surtees   |                    |                                                                 |
| 1971   | Auto Motor und Sport/Team Surtees       | Surtees TS7 Surtees TS9              | Ford Cosworth DFV 3.0 V8 | F    | 8     | 8:a      |                | Rolf Stommelen     |                                                                 |
| 1971   | Team Surtees                            | Surtees TS7 Surtees TS9 Surtees TS9A | Ford Cosworth DFV 3.0 V8 | F    | 8     | 8:a      |                |                    | Derek Bell Mike Hailwood Sam Posey Brian Redman Gijs van Lennep |
| 1972   | Brooke Bond Oxo/Rob Walker/Team Surtees | Surtees TS9B                         | Ford Cosworth DFV 3.0 V8 | F    | 18    | 5:a      | Mike Hailwood  | Tim Schenken       |                                                                 |
| 1972   | Ceramica Pagnossin Team Surtees         | Surtees TS9B                         | Ford Cosworth DFV 3.0 V8 | F    | 18    | 5:a      |                |                    | Andrea de Adamich                                               |
| 1972   | Team Surtees                            | Surtees TS9B                         | Ford Cosworth DFV 3.0 V8 | F    | 18    | 5:a      | John Surtees   | Tim Schenken       |                                                                 |
| 1972   | Flame Out Team Surtees                  | Surtees TS9B                         | Ford Cosworth DFV 3.0 V8 | F    | 18    | 5:a      |                | Tim Schenken       |                                                                 |
| 1973   | Brooke Bond Oxo Team Surtees            | Surtees TS14A                        | Ford Cosworth DFV 3.0 V8 | F    | 7     | 9:a      | Mike Hailwood  | Carlos Pace        |                                                                 |
| 1973   | Team Surtees                            | Surtees TS9B Surtees TS14A           | Ford Cosworth DFV 3.0 V8 | F    | 7     | 9:a      |                |                    | Luiz Bueno Jochen Mass                                          |
| 1973   | Ceramica Pagnossin Team Surtees         | Surtees TS9B                         | Ford Cosworth DFV 3.0 V8 | F    | 7     | 9:a      |                |                    | Andrea de Adamich                                               |
| 1974   | Team Surtees                            | Surtees TS16                         | Ford Cosworth DFV 3.0 V8 | F    | 3     | 11:a     | José Dolhem    | Helmuth Koinigg    | Derek Bell Jean-Pierre Jabouille Jochen Mass Carlos Pace        |
| 1974   | Bang & Olufsen Team Surtees             | Surtees TS16                         | Ford Cosworth DFV 3.0 V8 | F    | 3     | 11:a     | Derek Bell     | Jochen Mass        | José Dolhem Carlos Pace                                         |
| 1974   | Memphis International Team Surtees      | Surtees TS16                         | Ford Cosworth DFV 3.0 V8 | F    | 3     | 11:a     |                |                    | Dieter Quester                                                  |
| 1975   | Team Surtees                            | Surtees TS16                         | Ford Cosworth DFV 3.0 V8 | G    | 0     | 14:e     | John Watson    |                    |                                                                 |
| 1975   | National Organs - Team Surtees          | Surtees TS16                         | Ford Cosworth DFV 3.0 V8 | G    | 0     | 14:e     |                | Dave Morgan        |                                                                 |
| 1976   | Team Surtees                            | Surtees TS19                         | Ford Cosworth DFV 3.0 V8 | G    | 7     | 10:a     | Brett Lunger   |                    | Conny Andersson Noritake Takahara                               |
| 1976   | Durex Team Surtees                      | Surtees TS19                         | Ford Cosworth DFV 3.0 V8 | G    | 7     | 10:a     |                | Alan Jones         |                                                                 |
| 1977   | Durex Team Surtees                      | Surtees TS19                         | Ford Cosworth DFV 3.0 V8 | G    | 6     | 11:a     | Hans Binder    |                    |                                                                 |
| 1977   | Team Surtees                            | Surtees TS19                         | Ford Cosworth DFV 3.0 V8 | G    | 6     | 11:a     | Lamberto Leoni |                    | Larry Perkins Vern Schuppan Patrick Tambay                      |
| 1977   | Beta Team Surtees                       | Surtees TS19                         | Ford Cosworth DFV 3.0 V8 | G    | 6     | 11:a     |                | Vittorio Brambilla |                                                                 |
| 1978   | Durex Team Surtees                      | Surtees TS19 Surtees TS20            | Ford Cosworth DFV 3.0 V8 | G    | 1     | 13:e     | Rupert Keegan  |                    |                                                                 |
| 1978   | Beta Team Surtees                       | Surtees TS19 Surtees TS20            | Ford Cosworth DFV 3.0 V8 | G    | 1     | 13:e     |                | Vittorio Brambilla |                                                                 |
| 1978   | Team Surtees                            | Surtees TS20                         | Ford Cosworth DFV 3.0 V8 | G    | 1     | 13:e     | René Arnoux    | Beppe Gabbiani     | Carlo Franchi                                                   |

| 1. Sydafrika 1970 2. Sydafrika 1972 3. Tyskland 1973 4. Österrike 1973 |

## Andra stall
Surtees har också levererat bilar till andra formel 1-stall.
| Stall                         | Säsonger | Antal lopp |
| ----------------------------- | -------- | ---------- |
| Stichting Autoraces Nederland | 1971     | 1          |
| Team Gunston                  | 1972     | 1          |
| Champcarr Inc.                | 1972     | 1          |
| AAW Racing Team               | 1974     | 6          |
| BS Fabrications               | 1976     | 9          |
| Shellsport/Whiting            | 1976     | 1          |
| Melchester Racing             | 1977     | 1          |